# Макушино
Макушино (рус. Макушино) град је у Русији у Курганској области. Према попису становништва из 2010. у граду је живело 8338 становника.

## Становништво
| 1939. | 1959.  | 1970.  | 1979.  | 1989.  | 2002. | 2010. |
| ----- | ------ | ------ | ------ | ------ | ----- | ----- |
| 8.700 | 13.731 | 12.852 | 13.174 | 10.535 | 9.942 | 8.338 |